# Ádám Steinmetz
Ádám Steinmetz (né le 11 août 1980 à Budapest) est un joueur de water-polo hongrois, champion olympique avec son frère Barnabás Steinmetz.